# Discovery Channel
Discovery Channel (cunoscut anterior sub numele de The Discovery Channel din anul 1985 până în anul 1995 și denumit adesea simplu Discovery) este o rețea multinațională americană de televiziune cu plată și un canal emblematic deținut de Warner Bros. Discovery, o companie cotată la bursă, condusă de directorul general David Zaslav. Începând din iunie 2012, Discovery Channel este al treilea cel mai răspândit canal cu abonament din Statele Unite, în spatele TBS și The Weather Channel; este disponibil în 409 de milioane de gospodării din întreaga lume, prin intermediul canalului său emblematic din SUA și al diferitelor sale canale deținute sau licențiate la nivel internațional.
Inițial, acesta furniza emisiuni documentare de televiziune axate în primul rând pe știința populară, tehnologie și istorie, dar până în anii 2010 se extinde în televiziune de realitate și divertisment pseudo-științific.
La data de noiembrie 2023, Discovery Channel este disponibil la aproximativ 71 de milioane de locuințe cu televiziune în Statels Unite, în scădere de la vârful său de 99 de milioane în 2011.

## Programe
- Arma umană perfectă
- Automobile americane recondiționate
- Clipe de teroare
- Comori arhitecturale recuperate
- Cum se fabrică?
- Cum se fabrică diverse lucruri?
- Cum funcționează?
- Curiosity
- Descoperă minciuna!
- Dosarele FBI
- Escrocherii adevărate
- Fenomene stranii
- Foraj extrem
- Goana după aur
- În luptă cu dăunătorii
- La închisoare
- La un pas de moarte
- Lumea cărbunelui
- Maeștrii berari
- Magia lui Keith Barry
- Mașini pe alese
- Meserii murdare
- Monștrii apelor
- Motociclete americane
- Nimic personal
- O pradă mortală
- Operațiuni complexe
- Paradisul pierdut
- Pasionați de vechituri
- Probele lui Freddie Flintoff
- Povești polițiste adevărate
- Școala Discovery
- Secretele cutiei negre
- Secundele dinaintea dezastrului
- Situații incredibile
- Tehnici esențiale de supraviețuire
- Tehnici esențiale de supraviețuire urbană
- Tehnologie extremă
- Țapinarii din mlaștini
- Top Gear
- Un bărbat și o femeie în sălbăticie
- Un tăntălău în jurul lumii
- Vânătorii de mituri

## Dispute
În luna noiembrie 2012, RCS&RDS a întrerupt emisia canalelor Discovery Communications, incluzând Discovery Channel. Directorul General al Discovery Communications, Mark Hollinger a trimis o scrisoare publică în încercarea de a anula acțiunea RCS &RDS, atrăgând atenția asupra negării dreptului telespectatorilor de a face o alegere în ceea ce privește canalele vizionate . În replică, RCS&RDS a emis un comunicat de presă în care acuza discursul lui Hollinger preocupat de binele telespectatorilor de ipocrizie și atrăgea atenția asupra faptului că „principala preocupare a reprezentanților Discovery era menținerea unor tarife și a unor venituri garantate cât mai mari”.